# ديبورا ليفي
ديبورا ليفي (بالإنجليزية: Deborah Levy)‏‏ (1959 في اتحاد جنوب أفريقيا - ) كاتِبة، وروائية، وكاتبة مسرحية، وشاعرة من المملكة المتحدة.

## الجوائز
- زميل في الجمعية الملكية للأدب